# Haliclona jorii
Haliclona jorii är en svampdjursart som beskrevs av Uriz 1988. Haliclona jorii ingår i släktet Haliclona och familjen Chalinidae.
Artens utbredningsområde är havet utanför Namibia. Inga underarter finns listade i Catalogue of Life.